# Existentieel risico door kunstmatige intelligentie
Het existentiële risico door kunstmatige intelligentie verwijst naar het idee dat grote vooruitgang in kunstmatige algemene intelligentie (AGI) zou kunnen leiden tot het uitsterven van de mensheid of een onomkeerbare wereldwijde catastrofe.
Eén argument voor het belang van dit risico verwijst naar de manier waarop mensen andere soorten domineren, omdat het menselijk brein over specifieke capaciteiten beschikt die andere dieren niet hebben. Als kunstmatige intelligentie (AI) de menselijke intelligentie zou overtreffen en superintelligent zou worden, zou het oncontroleerbaar kunnen worden. Net zoals het lot van de berggorilla afhangt van de goede wil van de mens, zou het lot van de mensheid kunnen afhangen van de acties van een toekomstige machinale superintelligentie.

## Onderzoek
Er wordt veel gediscussieerd over de aannemelijkheid van een existentiële catastrofe als gevolg van AI. Dit hangt deels af van de vraag of AGI of superintelligentie haalbaar zijn, de snelheid waarmee gevaarlijke vaardigheden en gedragingen ontstaan en of er praktische scenario's voor AI-overnames bestaan. 
Computerwetenschappers, onder meer Geoffrey Hinton, Yoshua Bengio, Alan Turing en Karen Hao waarschuwden al voor de hoge risico’s van AI. Ook technologie-CEO's zoals Elon Musk en OpenAI-CEO Sam Altman hebben hun zorgen over superintelligentie geuit.
Uit een enquête onder AI-onderzoekers uit 2022 met een responspercentage van 17% bleek dat de meerderheid geloofde dat er een kans van 10 procent of meer bestaat dat het onvermogen van de mens om AI te controleren een existentiële catastrofe zal veroorzaken. In 2023 ondertekenden honderden AI-experts en andere vooraanstaande figuren een verklaring waarin werd gezegd dat "het beperken van het risico van uitsterven door AI een mondiale prioriteit zou moeten zijn, naast andere risico's op maatschappelijke schaal, zoals pandemieën en een kernoorlog".

## Bezorgdheid
Naar aanleiding van de toegenomen bezorgdheid over de risico's van AI hebben regeringsleiders zoals de vroegere Britse premier Rishi Sunak en de secretaris-generaal van de Verenigde Naties António Guterres opgeroepen tot een grotere focus op mondiale AI-regulering. Ook de Amerikaanse Nationaal Veiligheidsadviseur Jake Sullivan waarschuwde bij zijn afscheid in januari 2025 voor mogelijk catastrofale gevolgen van kunstmatige intelligentie, deels omdat de ontwikkeling ervan oncontroleerbaar gebeurt binnen een kleine groep mondiale internetbedrijven, en deels omdat de VS daar in een wedloop met China zijn verwikkeld. Die wedloop vergeleek hij zelfs met het Manhattanproject (1942-1946).
Een eerste zorg is dat het lastig kan zijn om een superintelligente machine te besturen of er mensvriendelijke waarden in te implementeren. Veel onderzoekers zijn van mening dat een superintelligente machine zich waarschijnlijk zal verzetten tegen pogingen om de machine uit te schakelen of zijn doelen te veranderen, omdat de machine daarmee dan zijn huidige doelen niet meer kan bereiken. 
Een tweede bron van zorg is dat het buitengewoon lastig zou zijn om een superintelligentie af te stemmen op het volledige gamma van belangrijke menselijke waarden en beperkingen. Daarentegen beweren sceptici zoals computerwetenschapper Yann LeCun dat superintelligente machines geen behoefte zullen hebben aan zelfbehoud.
Een derde bron van zorg is de mogelijkheid van een plotselinge "explosie van intelligentie" die de mensheid onvoorbereid overvalt. In dit scenario zou een AI die intelligenter is dan zijn makers zichzelf op een exponentieel tempo kunnen verbeteren, waardoor de verbeteringen te snel zouden gaan om door zijn beheerders of door de maatschappij als geheel te kunnen worden gecontroleerd. In de praktijk laten voorbeelden als AlphaZero, die zichzelf Go leerde spelen en snel het menselijk vermogen overtrof, zien dat AI-systemen op een specifiek vlak soms zeer snel naar een bovenmenselijk vermogen kunnen evolueren. Hoewel zulke systemen voor machinaal leren hun basisontwerp niet stapsgewijs verbeteren.
1. ↑  (en) Behind the Curtain: A chilling, "catastrophic" warning. Axios (18 januari 2025). Gearchiveerd op 19 januari 2025.